# NGC 1526
NGC 1526 este o galaxie spirală situată în constelația Reticulul. A fost descoperită în 2 noiembrie 1834 de către John Herschel. Se află la o distanță de 74,14 de megaparseci de Pământ.